# Siegfried Moses (Jurist)

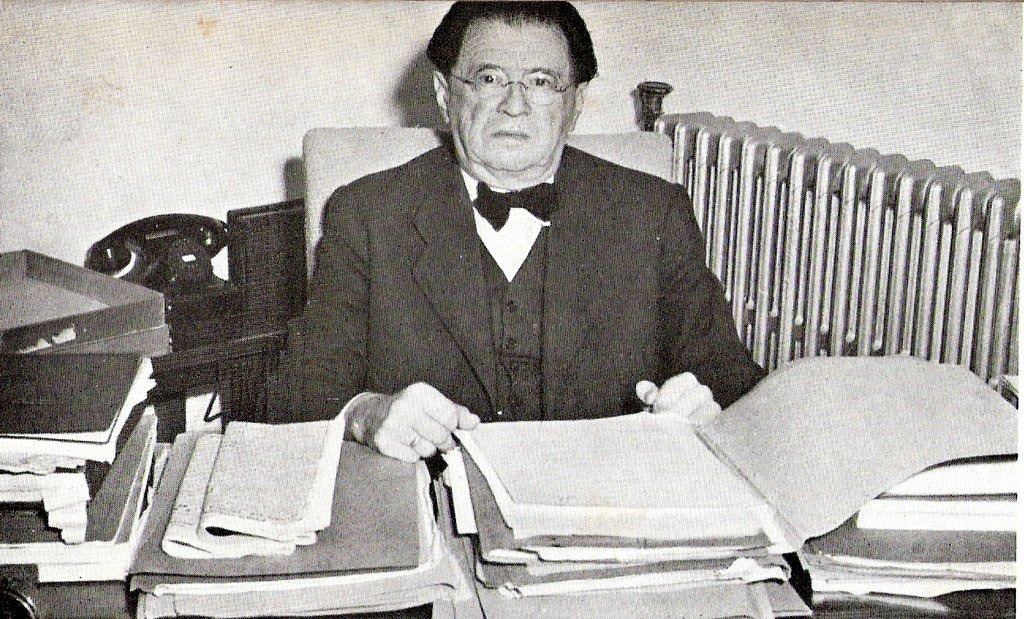
Siegfried Moses

Siegfried Moses (* 3. Mai 1887 in Lautenburg, Westpreußen; gest. 14. Januar 1974 in Tel Aviv) war ein deutsch-israelischer Jurist und der erste Staatskontrolleur Israels.

## Leben
Siegfried Moses wuchs fast ohne religiöse Bildung oder Kenntnisse in einer akkulturierten deutsch-jüdischen Familie auf. Schon als Gymnasiast interessierte er sich für die zionistischen Bewegung und engagierte sich als angehender Jurist in ihr. Als Student war er Redakteur der vom Bund Jüdischer Corporationen (BJC) herausgegebenen Monatsschrift Der jüdische Student, deren Herausgeber er 1908 bis 1911 war; der Berliner Sektion des BJC war er im Wintersemester 1904/05 beigetreten. Sein besonderes Interesse galt der Wirtschaft, was in dem Thema seiner Dissertation Über den unwirksamen Beitritt zu einer Gesellschaft mit beschränkter Haftung (1908) zum Ausdruck kommt. 1912 eröffnete Moses zunächst gemeinsam mit einem Freund eine Rechtsanwaltskanzlei in Berlin, bevor er sich 1914 in Marienwerder niederließ. Dann begann der Erste Weltkrieg. Als „nicht felddiensttauglich“ wurde er in dessen Verlauf 1916 zum Leiter des Kriegsernährungsamtes der Stadt Danzig ernannt. Die bei dieser Tätigkeit gewonnene Erfahrung sollte ihm später beim Aufbau des Staates Israel zugutekommen. 1919/1920 erfolgte seine Ernennung zum stellvertretenden Direktor des deutschen Städtetags in Berlin. Von 1921 bis 1923 war in der Jüdischen Arbeiterhilfe als geschäftsführender Vorsitzender tätig. Dabei setzte er sich für die Gleichberechtigung der Ostjuden in den deutsch-jüdischen Gemeinden ein.
1923 ging Siegfried Moses vorübergehend in die Wirtschaft. Der führende deutsche Zionist Salman Schocken gewann ihn als Direktor für den Kaufhauskonzern Schocken. Moses war im Vorstand für Verwaltungsaufgaben und juristische Fragen zuständig. 1929 ließ er sich wieder als selbständiger Rechtsanwalt nieder und machte die Prüfung zum „öffentlich bestellten Wirtschaftsprüfer“. Von 1931 bis 1936 war er in der Repräsentanz der Jüdischen Gemeinde zu Berlin tätig.
Nach der „Machtergreifung“ der Nationalsozialisten half er jüdischen Mitbürgern beim Vermögenstransfer nach Palästina. Von 1933 an war er auch Vorsitzender der Zionistischen Vereinigung für Deutschland (ZVfD) und Vizepräsident der Reichsvertretung der deutschen Juden, die von dem Berliner Rabbiner Leo Baeck geleitet wurde. 1937 musste Moses aus Deutschland fliehen. Er übersiedelte nach Palästina und arbeitete ab 1939 zehn Jahre lang als zertifizierter Wirtschaftsprüfer und Einkommenssteuerexperte in Tel Aviv. 1941 schrieb er (zusammen mit dem ebenfalls aus Deutschland emigrierten Walter Schwarz) den Kommentar zum 1941 erlassenen palästinensischen Einkommensteuergesetz.
Am 2. Juli 1943, also lange vor Kriegsende, prägte Siegfried Moses den Begriff Wiedergutmachung in Bezug auf Ansprüche jüdischer Bürger gegen den deutschen Staat. Er veröffentlichte damals den Artikel Die Wiedergutmachungsforderungen der Juden im Mitteilungsblatt des Irgun Olej Merkas Europa, Tel Aviv. Erstmals formulierte Moses die These, dass ein Staat Unrecht begehen könne, welches er der Zivilbevölkerung gegenüber dann auch wiedergutmachen müsse. Diese juristische Auffassung wurde später zur Grundlage der Wiedergutmachung durch die Bundesrepublik Deutschland. 1947 war Siegfried Moses Mitglied der Delegation der Jewish Agency bei den Vereinten Nationen. 1949 wurde er dann zum ersten Staatskontrolleur Israels (Chef des Rechnungshofes) bestellt, einer Art Ombudsmann im Ministerrang; in diese Position wurde er zweimal wiedergewählt, bevor er sich dann 1961 nicht mehr zur Wahl stellte. 1953 bekleidete er die Spitzenposition der Organisation der deutsch-jüdischen Landsmannschaft Israels (Irgun Olej Merkas Europa [unter diesem Namen 1943 bis 2006], 1932 gegründet als Hitachduth Olej Germania) und war herausgehobener Vertreter der von ihr getragenen Partei („Alijah Chadaschah“); 1957 wurde Moses Präsident der „Irgun Olej Merkas Europa“. 1956 bis 1957 war er zudem Präsident des „Council of Jews from Germany“, der offiziellen Vereinigung deutschstämmiger Israelis. 1955 gehörte er zu den Mitbegründern des Leo Baeck Instituts, deren Leiter er auch war, und war im Beirat der United Restitution Organization in Israel.
Moses war seit 1921 mit der Schriftstellerin Margarete Orthal verheiratet, sie haben zwei Söhne.